# 加拿大制图及地球观测中心
加拿大制图及地球观测中心（英语：Canada Centre for Mapping and Earth Observation）是隶属加拿大自然资源部地球科学分部的一个机构，总部位于加拿大首都渥太华，成立于1970年，原名为加拿大遥感中心（英语：Canada Centre for Remote Sensing）。其中心的职责是为相关行业及公众决策者提供遥感地理信息，同时也与私人企业合作开发GIS软件。